# Hermandad de la Cena (Jerez)
La Hermandad de la Sagrada Cena es una hermandad de culto católico que tiene sede en la iglesia parroquial de San Marcos, en la ciudad de Jerez, en la comunidad autónoma de Andalucía (España). Su nombre completo y oficial es Real y Antigua Hermandad del Santísimo Sacramento, Sagrada Cena de Nuestro Señor Jesucristo y Santa María de la Paz y Concordia en sus Misterios Gloriosos y Dolorosos.

## Historia
Un grupo de jóvenes devotos jerezanos, en 1953 reorganizan la primitiva Hermandad Sacramental del Santísimo Sacramento y Santa María de la Paz y Concordia, que había sido fundada en 1541 en su actual iglesia de San Marcos.
Sabemos que la devoción ante la imagen de la Virgen se inicia con las famosas juras, muestras propias e la mentalidad religiosa del siglo XV. 
Progresa esta cultura con el paso del tiempo y, aquellos actos, se empiezan a denominar a la Imagen como la Paz y Concordia, por las amistades concedidas entre los jerezanos.
Ante la Imagen de la Virgen se había llevado pues, numerosas veces reconciliaciones de litigios entre los nobles caballeros y luchas entre los nobles que habían llegado a perjudicar a los demás habitantes de la ciudad.
Tales fueron las luchas o rivalidades entre el conde de Cádiz, el duque de Medina Sidonia y algunos otros.
Existen pruebas evidentes de que la primera jura, que se realizó el 20 de septiembre de 1462, siguen otras, hasta el año 1468, según escrituras ante Juan de Écija, escribano del rey.
Evidentemente, después del quebranto de algunos de estos juramentos, seguían otras posteriores concordias, muestra propias mentalidad propia del siglo XV.
Según acta documental el 15 de marzo de 1541 se creó la hermandad del Santísimo Sacramento y Santa María de la Paz, adquiriendo la asociación gran vitalidad.
A principios del siglo XVIII, su esplendor fue extraordinario.
En 1801, el mismo rey le concede el Título de Real. Pero la devoción disminuyó con el paso del tiempo, para llegar al siglo XX, en el que el cura-párroco José González Martín, trata de revivirla, lográndolo, para sucumbir poco tiempo después.
El 2 de febrero de 1954, festividad de la Candelaria, la Comisión Gestora de la reorganización, se encontraba reunida con el párroco Don Cristóbal Escribano Oliva, con el fin de ultimar los aspectos legales de la puesta a punto de la Cofradía, adaptándose el carácter penitencial, añadiéndose a la primitiva Hermandad la salidas procesionales de la Sagrada Cena y de la Virgen de la Paz, y al finalizar la reunión contemplaron con asombro como las calles de Jerez, estaban llenas de nieve, siendo la primera vez que se conoce haya nevado en Jerez.
En 1954, la Cofradía hace estación penitencial en el día del Jueves Santo, con una representación de sus miembros, formando parte del cortejo de la Cofradía de la Sagrada Lanzada.
En 1963, se solicita a la Unión de Hermandades el traslado de su día de salida al Martes Santo.
Posteriormente, a principios de los sesenta, se trasladó su día de salida al Lunes Santo.

## Sede Canónica

#### Iglesia parroquial de San Marcos.
Es una de las seis parroquias establecidas en la zona intramuros de la ciudad al efectuarse el Repartimiento por el Alfonso X el Sabio tras la reconquista de la ciudad en 1264, dedicando al culto cristiano una de las mezquitas almohades, junto con la iglesia de San Lucas, la iglesia de San Mateo y la iglesia de San Juan de los Caballeros (los cuatro Evangelistas), más la iglesia de San Dionisio y la iglesia del Salvador, hoy convertida en Catedral de Jerez de la Frontera.
 Está situada en las proximidades de lo que fuera la Puerta de Sevilla y fue la quinta en el Libro del Repartimiento en el orden de creación.
La construcción de la fábrica actual puede fecharse hacia mediados del siglo XIV, como evidencia el estilo de su ábside poligonal y la portada mudéjar del lado del Evangelio, según algunos autores, lo más antiguo de la obra.
Pudo erigirse sobre una anterior mezquita musulmana. No hay mayores datos históricos sobre su construcción hasta mediados del siglo XV, debiendo emprenderse una profunda reconstrucción en el último tercio de esa centuria, hacia el año 1480, en estilo gótico tardío. Posteriormente, los laterales se completarían con la edificación del tránsito del lado del Evangelio y su capilla adyacente hoy transformada en despacho y archivo parroquial respectivamente y la de San Cayetano.
Tiene esta parroquia especial vínculo con la historia de la ciudad, pues en ella se celebraron las Juntas presididas por el Duque de Medina Sidonia para acabar con los conflictos entre la nobleza jerezana. En los siglos XIX y XX experimentó varias intervenciones para su conservación.
Exteriormente la iglesia es muy sencilla, y presenta tres fachadas, con una portada principal a los pies del templo de estilo manierista del siglo XVI, resuelta con pilastras almohadilladas flanqueando la puerta de entrada, que superiormente se corona con una hornacina centrada por un sencillo frontón recto partido.
La puerta principal, a los pies, es de estilo manierista fechada en 1613. La fachada del lado de la Epístola queda rehundida en el muro a causa de las citadas dependencias añadidas posteriormente que la flanquean. El arco de ingreso es apuntado, con intradós de dovelas almohadilladas. Está rematado por un alero horizontal con modillones de origen califal, relacionables con las de Santa Marina y San Miguel, en Córdoba.
Al exterior puede apreciarse la nave central, reforzada por contrafuertes terminados en talud y rematados con gárgolas; algunos están perforados para construir arbotantes. En los lienzos de pared, entre los estribos, se abren una serie de ventanas ligeramente apuntadas, cuyas tracerías son del tipo "celosía", tan frecuentes en la zona. Los vanos de iluminación del ábside quedaron macizados en el siglo XVIII al reformarse el retablo mayor: uno de éstos es una aspillera o saetera sin apenas abertura.
El templo, estilísticamente considerado como de los últimos tiempos del gótico, es de una sola nave, cubierta con bóvedas de crucería. Las referencias documentales a las obras de 1480 deben corresponderse a la construcción de la nave actual y única que presenta la iglesia, de gran amplitud, con capillas adosadas lateralmente, y cabecera simple de tres lados. Los cuatro tramos de la nave se cubren con una magnífica bóveda estrellada, de mayor complejidad decorativa en cuanto a su trazado en las zonas de la cabecera y del primer tramo.
La nave única, está, pues, salpicada de capillas que son probablemente obra de la primitiva fábrica mudéjar, sobre todo la capilla bautismal a la que se accede por un arco de medio punto enmarcado por un alfiz, estando formada su imposta por mocárabes.
 El tramo de tránsito de la puerta de la Epístola se cubre con una bóveda de gran interés, notable ejemplar de bóveda con decoración de lacería.
De las dependencias y capillas de esta iglesia merece especial atención la Sacristía, cubierta con bóveda estrellada del siglo XVI, y la del Bautismo, cubierta con bóveda gallonada sobre trompas y acceso a través de arco de medio punto enmarcado por alfiz con mocárabes en las impostas.
El mayor interés de las capillas del templo está en el repertorio de formas mudéjares que presenta, claro ejemplo de las posibilidades que posee la arquitectura medieval jerezana. La Capilla del Sagrario es una obra barroca realizada en la segunda mitad del siglo XVIII, que presenta una reja donde figura la fecha de 1795, ya en época neoclásica, a cuyo estilo pertenece el retablo de esta capilla. 
La pieza cumbre de esta iglesia es su Retablo Mayor, que cubre todo el ábside siguiendo la forma poligonal del mismo. Se trata de un espléndido ejemplar barroco creado en el siglo XVII, donde se organiza y muestra una notable colección de tablas pictóricas de diferentes tamaños y formatos del siglo XVI que representan a distintas escenas de los evangelios y a santos, entre una elegante arquitectura de madera dorada repleta de detalles decorativos; y que por encima de sus dos cuerpos principales remonta un espectacular ático escalonado con tablas entre pilastras talladas que soportan una movida cornisa repleta de ornamentación, todo ello rematado por grandes pináculos y escudos que se entremeten por los paños de la bóveda estrellada con que se cubre y remata el recinto.
Guarda también la parroquia de San Marcos, en su rico repertorio mobiliar, una pequeña imagen de la Virgen de Belén de finales del siglo XV. 
En las tumbas ubicadas en el Templo se encuentran enterrados ilustres jerezanos como Diego Fernández de Herrera.
Declarado Bien de Interés Cultural, su valor arquitectónico y artístico le valió la declaración de Monumento, cuya publicación apareció en La Gaceta de Madrid en el año 1931. 

## Titulares
Esta Hermandad ya organizada ha procesionado con tres imágenes diferente del Señor.
La primera imagen que procesionó fue obra de Francisco Pinto, saliendo solamente el Señor en 1955. A esta imagen se le incorporó más tarde el conjunto del apostolado, obra de Tomás Chaveli. 
Las Imágenes no fueron del agrado de los cofrades de la Hermandad, tanto es así que deciden cambiar la imagen del Señor por una de San Cayetano que acoplaron para tal fin. Por entonces se adquirió el antiguo paso de Nuestra Señora de las Angustias en el precio de 14 000 pesetas.
Seguía no estando muy el conjunto muy acertado y fue cuando decidieron encargar a Luis Ortega Brú la realización de todo el grupo entero que es con el que cuenta la Hermandad en la actualidad.
La imagen dolorosa de la Virgen de la Paz y Concordia es del siglo XVIII. Está atribuida a Francesco Maria Maggio.

## Pasos
En el paso de Misterio se representa minuciosamente la Última Cena de Jesús, antes de ser retenido y posteriormente crucificado.
En él se puede apreciar la gran labor de Luis Ortega Brú, el cual talló este conjunto, a excepción de algunos apóstoles, los cuales han sido realizado por sobrinos de Luis Ortega Brú. 
En el segundo paso, Dolorosa bajo Palio. Palio bastante original y distintivo a los demás ya que es de orfebrería al completo excepto el techo de palio y el manto de la Dolorosa, bordados por Esperanza Elena Caro.

## Túnica

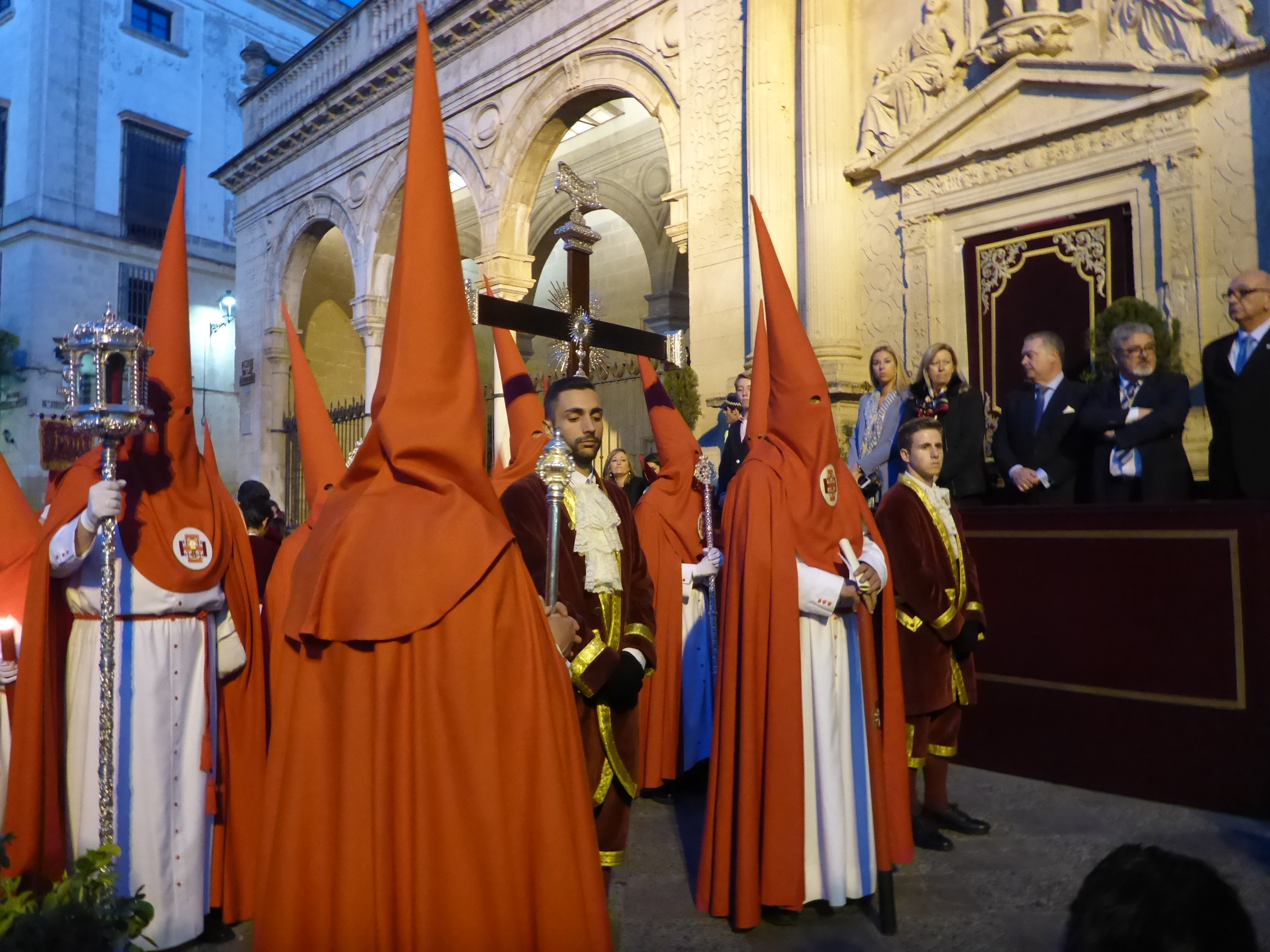
Salida procesional

La túnica es blanca; la botonadura, el cíngulo, la capa y el antifaz son de color rojo, simbolizando así a Jesús Sacramentado, sobre el hombro el escudo de la hermandad tejido sobre seda. Es destacable que los manigueteros van con la antigua túnica de la corporación, blanca de cola, con cinturón de abacá y zapatillas de esparto blanco, la del Señor con botonadura roja y la de la Virgen con botonadura azul.

## Paso por Carrera Oficial
| Predecesor: La Candelaria | Orden de entrada en Carrera Oficial (Lunes Santo) 4º lugar | Sucesor: Amor y Sacrificio |